# Vlajka Ugandy

Ugandská vlajka
Poměr stran: 2:3

Vlajka Ugandy byla přijata z návrhu Grace Ibingiry, ugandského ministra spravedlnosti, dne 9. října 1962. Má poměr stran 2:3 a je tvořena šesti vodorovnými pruhy v barvách černé, žluté, červené, černé, žluté a červené. V jejím středu je v bílém kruhu o poloměru šířky jednoho pruhu hnědý jeřáb královský, shlížející směrem k žerdi.
Barvy jsou odvozeny z lidového ugandského kongresu, a též barvy ugandského lidu, slunce a bratrství. Jeřáb je pozůstatek z dob britské kolonie – symbol, který měli ugandští vojáci na svém odznaku.

Vlajka ugandského prezidenta Poměr stran: 1:2

## Historie

Ugandská vlajka (1914–1962) Poměr stran: 1:2
Vlajka ugandského guvernéra (1914–1962) Poměr stran: 1:2
Neoficiální, provizorní ugandská vlajka (09–10 1962) Poměr stran: 1:2